# Fischbach (Styria)
Fischbach – gmina uzdrowiskowa w Austrii, w kraju związkowym Styria, w powiecie Weiz. Liczy 1505 mieszkańców (1 stycznia 2015).